# Lerista speciosa
Lerista speciosa este o specie de șopârle din genul Lerista, familia Scincidae, descrisă de Storr 1990. Conform Catalogue of Life specia Lerista speciosa nu are subspecii cunoscute.